# Dani Benítez
Daniel González Benítez (Lloseta, Baleares, España, 7 de abril de 1987), conocido futbolísticamente como Dani Benítez, es un futbolista español que juega de centrocampista en el Arenas de Armilla Cultura y Deporte de la Tercera RFEF.

## Trayectoria deportiva
Nació en un pueblo de Mallorca, Lloseta en una familia humilde. Desde pequeño mostró interes y cualidades en el fútbol y además practicó 5 años boxeo y kick boxing pero acabo dejandolo para seguir su carrera de futbolista. Dani  cuenta que si no llega a ser por el fútbol estaría tirado en la calle como el resto de sus amigos en Mallorca.
Formado en las categorías inferiores del Sallista, en categoría cadete fichó por el Real Mallorca. En su primer año en el equipo bermellón en la temporada 2001-02, Dani actuó con el Mallorca B de cadetes. En la temporada 2002-03 juega con el primer equipo cadete, proclamándose campeón de Mallorca y Baleares. Ese mismo año debuta con el equipo juvenil que milita en División de Honor y entra en la selección española Sub-16.
En su primer año en categoría juvenil, Dani actúa con el equipo en División de Honor. Disputa varios partidos con la Selección Balear así como con la selección española, con la que consigue el Trofeo Atlántico. En la temporada 2004-05 continúa con el juvenil de División de Honor y realiza su debut con el segundo equipo del Real Mallorca en Segunda División B. También sigue disputando partidos con la selección española así como con la Selección Balear, con el que se proclama campeón de España. En la temporada 2005-06, a pesar de estar aún en categoría juvenil, da el salto al filial, con el que juega en Tercera División. El equipo finaliza la temporada en la segunda posición pero no logra el ascenso de categoría. Dani repite experiencia con el Mallorca B en la temporada 2006-07 en Tercera División. Ese año, el filial bermellón repite puesto final pero vuelve a quedarse a las puertas del ascenso. El equipo balear también logra llegar a la final de la Copa Federación aunque no logra el título, que cae en manos del Pontevedra CF.
En agosto del 2007 se marcha cedido al Pontevedra donde deja buenas sensaciones y consigue el subcampeonato de Segunda División B y llegar a 1/16 de Copa del Rey, en julio del 2008 el Mallorca vuelve a cederlo al Elche C.F. equipo de la Segunda División española. Tras su buena campaña en Elche, Quique Pina ficha al jugador de 21 años por 500 000 €.

### Ascenso a la Liga Adelante (2009-2010)
En verano de 2009 fue contratado por el Udinese Calcio de la Serie A Italiana para después ser cedido al Granada CF, donde el jugador balear consiguió hacer ascender al equipo de Segunda División B a la Segunda División en la temporada 2009-2010 ganando en los "play offs" a la AD Alcorcón, y consiguiendo el título de campeón de Segunda División B tras vencer a la SD Ponferradina. Dani Benítez fue una de las grandes revelaciones de este Granada y lideró al equipo hacia el ascenso convirtiéndose en un ídolo en la Ciudad de Granada por su juego y por ser una buena persona debido a sus numerosos actos solidarios con la ciudad y el trato a los aficionados.
Lamentablemente en 2010 su madre fallece debido a un cáncer. En su honor, se hizo un tatuaje de un payaso triste y antes de cada partido iba al Cementerio de San José a recordarla a ella y a algunos amigos. En varias entrevistas se refiere a ella como su punto de apoyo y la persona más importante de su vida junto a su hijo. Dani describió su vida con la famosa frase "Mi vida loca" que lleva tatuada y la canción «A quién le voy a contar mis penas» del cantaor Canelita dado que le gusta mucho el flamenco.

### Ascenso a la Primera División  (2010-2011)
La temporada siguiente debutó con el Granada CF en la Liga Adelante, haciendo una extraordinaria temporada con el número 11 a la espalda, acabando en la 4ª posición y así clasificándose para jugar los "play offs" de ascenso a la Liga BBVA. En el partido de semifinales se enfrentó al Celta de Vigo con el factor campo a su favor. En el partido de ida el marcador acabó 1-0 con victoria del Celta en Balaídos. En el partido de vuelta en Los Cármenes el Granada CF consiguió la victoria por 1-0 y pasó la eliminatoria en unos agónicos penaltis, aunque el jugador balear fallara dos penaltis en el tiempo reglamentario, en la tanda de penaltis dispuso de uno y lo marcó.
Tras esta eliminatoria el Granada CF se enfrentaba en la final de los "play offs" al Elche CF, en el partido de ida en Los Cármenes el resultado acabó 0-0 aunque el Granada dispuso en el último momento del partido de dos penas máximas, que Abel acabaría fallando. En el partido de vuelta en el Estadio Martínez Valero el resultado fue de 1-1 con el historico gol de Odion Ighalo a pase del propio Dani, por lo que el Granada CF fue el equipo ganador y el que ascendió a la Liga BBVA en un partido que ya forma parte de la historia del conjunto nazarí. Tras el épico ascenso conseguido por Dani Benítez y el Granada CF el jugador es seguido por grandes clubes como el Valencia CF, Real Betis Balompié e incluso el Sevilla Fútbol Club pero este desistimaría su fichaje debido a unos informes negativos respecto a su vida privada. Se habló de un posible traspaso hacia un club más grande pero el presidente del Granada, Quique Pina, le negó la salida al jugador.
El 1 de diciembre de 2011 fue galardonado por la LFP en los Premios LaLiga como "Mejor centrocampista" de la Segunda División de España 2010/11.

### Primera División
Benítez debutó con Granada Club de Fútbol  en la Primera División de España el 27 de agosto del 2011 contra el Real Betis Balompié. En esa temporada Benítez tuvo cierto protagonismo en el equipo y el Granada C.F. consiguió la permanencia en la última jornada.  
El jugador tuvo algunos incidentes durante la temporada que le llevaron a ser sancionado, como ocurrió al golpear con una botella al árbitro Clos Gómez en el penúltimo partido de Liga contra el Real Madrid C.F.  que le costó una sanción de 3 meses sin jugar, hecho que dio la vuelta al mundo y tras el cual Benítez pidió disculpas ante los medios.
En la temporada 2012-2013 fue nombrado como uno de los 4 capitanes del Granada, Dani se convirtió en un futbolista problemático para club y entrenadores por sus salidas nocturnas y conflictos en el vestuario,  el propio jugador reconoció haber consumido drogas y alcohol para ir a entrenar pocas horas antes o ir de resaca a los partidos. En sus propias palabras Dani cuenta: "no supe asimilar que en Granada yo era como un héroe" y "la cocaína solo lleva a arruinarte la vida". Benítez pasó los últimos 5 meses de Liga lesionado, entre sanciones y lesiones solo llega a disputar 11 partidos.
Con el inicio de la temporada 2013/14 Benítez fue apartado del grupo durante 2 meses. No fue convocado hasta que el 16 de febrero de 2014 regresó al terreno de juego tras casi 4 meses de inactividad debido a problemas físicos y decisiones técnicas, en un partido contra el Real Betis Balompié en Los Cármenes. En el minuto 79, con 1-0 a favor del Granada, el árbitro mostró a Benítez la roja directa. Este partido sería su último encuentro en primera división. Tras el partido Benítez fue sometido a un test rutinario, 2 semanas después salieron a la luz los resultados; Dani dio positivo en cocaína y el Granada comunicó que, tras finalizar esa temporada, rescindiría el contrato con el jugador.

### Sanción por dopaje (2014-2016)
El 27 de marzo de 2014 recibió una sanción hasta febrero de 2016 por dar positivo en cocaína en un test rutinario, aunque la cocaína no sea una sustancia dopante se considera una droga de ocio y no entra en los valores recogidos por el fútbol ni la LFP . A raíz de ese episodio, el Granada CF, decidió rescindirle su contrato. Durante la sanción entrenó con el CD Constancia, equipo de la Segunda División B. Dani ha declarado en varias entrevistas lo que sufrió estos años en los que no estuvo centrado en el fútbol por sus problemas emocionales, que la fiesta solo los agrandaba y expresa su arrepentimiento de haber consumido drogas en su vida.

### Vuelta al fútbol profesional (2016-)
En el mercado de invierno de la temporada 2015-16 se incorporó a la disciplina de la SD Huesca de la Segunda División de España en periodo de prueba. Tras un entrenamiento, y por querer cambiar las condiciones contractuales con la entidad oscense, rescindió el contrato con dicho club.
El 6 de enero de 2016 regresó al fútbol en A. D. Alcorcón de la Segunda División de España con el que no llegaría a debutar entre lesiones y readaptación. El 5 de agosto de 2016 fichó por el Racing de Ferrol de Segunda División B. Tras una buena temporada ficha por el AEL Limassol FC de la Primera Division Chipriota, en Chipre jugaría 2 temporadas donde cosecharía buenos resultados clasificando 4º en la temporada 2017/18 y 3º en la temporada 2018/2019 además de ganar la Copa de Chipre en 2019.  
En julio de 2019 se hace oficial su traspaso a la Unión Deportiva Poblense. Consiguió ascender en su primera temporada a Segunda B tras más de 30 años en la Tercera División española. En la temporada 2020/21 perdería protagonismo aunque disputaría buenos minutos.
El 1 de julio de 2021 Dani Benítez ficha por el Unió Esportiva Sant Julià de la Primera División andorrana.
El 26 de enero de 2022, vuelve a Granada firmando por el Arenas de Armilla Cultura y Deporte de Division de Honor. En sus propias palabras a pesar de tener ofertas en categorias mas altas y por mas dinero prefirió el plan del Arenas para integrarse en el club y formar a los jovenes de la cantera tanto deportivamente como personalmente. Dani habla muy bien de Granada de lo que vivió en esta ciudad, de sus amigos y familia que dejó como uno de los principales motivos para su vuelta. En esta temporada el Arenas logra el ascenso a Tercera División RFEF siendo Dani titular y marcando varios goles importantes como el doblete que marcó el día del ascenso.

## Clubes
| Club                  | País    | Año       | Partidos | Goles |
| --------------------- | ------- | --------- | -------- | ----- |
| R. C. D. Mallorca "B" | España  | 2005-2007 | 2        | 0     |
| Pontevedra C. F.      | España  | 2007-2008 | 33       | 1     |
| Elche C. F.           | España  | 2008-2009 | 31       | 2     |
| Granada C. F.         | España  | 2009-2014 | 128      | 20    |
| A. D. Alcorcón        | España  | 2016      | 0        | 0     |
| Racing Club de Ferrol | España  | 2016-2017 | 24       | 6     |
| AEL Limassol          | Chipre  | 2017-2019 | 33       | 3     |
| U. D. Poblense        | España  | 2019-2021 | 37       | 3     |
| U. E. Sant Julià      | Andorra | 2021-2022 | 12       | 2     |
| Arenas de Armilla     | España  | 2022-2024 | 45       | 12    |
| CD Huétor Tájar       | España  | 2024-     | 3        | 3     |

## Palmarés

### Títulos nacionales
| Título         | Club         | País   | Año  |
| -------------- | ------------ | ------ | ---- |
| Copa de Chipre | AEL Limassol | Chipre | 2019 |

### Distinciones individuales
| Distinción                                         | Año  |
| -------------------------------------------------- | ---- |
| Mejor centrocampista de Segunda División de España | 2011 |